# Sakalavové
Sakalavové jsou příslušníci etnické skupiny obývající západní a severozápadní pobřeží Madagaskaru a ostrov Nosy Be, významná sakalavská menšina žije také na Mayotte. Celkový počet příslušníků etnika se podle odhadů pohybuje okolo jednoho a čtvrt milionu (asi šest procent populace Madagaskaru), Sakalavové patří k osmnácti oficiálně uznávaným podskupinám malgašského národa. Jejich tradičním centrem je město Mahajanga. Etnogeneze Sakalavů je spojena s královstvím Boina, existujícím v letech 1690–1840. Obdobně jako další přímořská etnika (tzv. Côtiers) vznikli smíšením Austronésanů, Arabů a afrických černochů – na rozdíl od obyvatel vnitrozemí, mezi nimiž převažují čistě malajské typy. Název etnika se odvozuje buď z malgašského výrazu „lidé z dlouhého údolí“ nebo z arabského „sakaliba“ (otrok), neboť v oblasti dříve kvetl obchod s otroky. Sakalavové jsou převážně rybáři, pastevci zebu a pěstitelé rýže. V jejich kultuře hraje klíčovou roli kult předků, s tím souvisí také vyřezávání dřevěných náhrobních skulptur, vyznačujících se často nezvykle otevřeným zobrazováním sexuality.